# NV2
NV2 doveva essere il secondo processore grafico progettato da NVIDIA ma il progetto non fu mai portato a termine.
Dopo lo sviluppo di NV1, molto versatile e avanzato, non ebbe un grande successo a causa dello scarso supporto delle software house. A quel tempo non esistevano ancora API grafiche e il supporto a ogni chip doveva essere aggiunto singolarmente, quindi la neonata azienda californiana si avvicinò maggiormente a SEGA.
Dopo aver subito l'enorme successo di PlayStation, SEGA decise di affidarsi ad un'azienda esperta in campo 3D. La scelta ricadde sulla californiana Nvidia nonostante a quel tempo possedesse una scarsa esperienza e contasse solo 30 tra tecnici impiegati.
L'accordo siglato in Giappone prevedeva lo stanziamento totale per il progetto di circa 7 milioni di dollari per lo sviluppo di un processore grafico integrante elaborazione audio e gestione I/O.
Yu Suzuki, una leggenda della programmazione, fu destinato al progetto e trasferì una persona in cui aveva grande fiducia negli Stati Uniti con il compito di supportare Nvidia nello sviluppo di un'interfaccia di comunicazione tra la console Saturn e il proprio integrato.
Il nome di questo tecnico non si conosce, quello che si sa è che realizzò l'interfacciamento con Real3D e che possedeva una straordinaria comprensione delle tecniche di rappresentazione 3D.
Molte riunioni si tennero per discutere le primitive di rappresentazione per il NV2.
SEGA spinse affinché venisse implementato a livello hardware il supporto al rendering a base di triangoli ma Nvidia insistette ad assegnare maggior tempo allo sviluppo sul sistema quadratico.
Questo tema fu generatore di forti attriti tra SEGA e Nvidia.
Il progetto terminò velocemente quando la grafica 3D su pc volse improvvisamente ed esclusivamente verso i triangoli con l'avvento di API come OpenGL e DirectX.
NV2 non è stato mai ultimato anche se alcuni prototipi di silicio funzionanti vennero comunque costruiti. Nvidia successivamente si concentrò sullo sviluppo di NV3, anche conosciuto come RIVA 128.

## Caratteristiche
La sua architettura derivava direttamente da NV1, come esso infatti, utilizzava superfici curve come primitive nel rendering di un oggetto e non triangoli come invece avviene oggi. Come il predecessore, integrava all'interno anche un unico chip di gestione audio e I/O. Mentre questa soluzione altamente integrata non aveva molta rilevanza in ambito PC, si rivelava invece essere perfetta per una console in quanto permetteva di contenere i costi di produzione.